# Here It Is
Here It Is (em português:  Aqui Está) é o terceiro álbum de estúdio do grupo de freestyle The Cover Girls, lançado em 2 de junho de 1992 pela Epic Records. Nessa época os membros do grupo consistiam em Evelyn Escalera, Michelle Valentine e Caroline Jackson.
Quatro singles foram lançados desse álbum. O primeiro deles, "Funk Boutique" foi primeiramente lançado como lado B da canção "Don't Stop Now", mas no final de 1990 foi lançado como single individual, alcançando em 1991 a posição #55 na Billboard Hot 100 e #8 na Hot Dance Music/Club Play. O segundo single, a balada "Wishing on a Star", um cover da canção originalmente lançada por Rose Royce, se tornou o single de maior sucesso do álbum, alcançando a posição #9 na Billboard Hot 100. No Brasil a canção ficou popular após participar da trilha sonora da novela De Corpo e Alma. O terceiro single, "Thank You", obteve moderado sucesso, alcançando a posição #75 na Billboard Hot 100. O último single, "If You Want My Love (Here It Is)", não entrou na Hot 100, embora tenha alcançado sucesso na parada de músicas dance, chegando a posição #8.
Mesmo com o sucesso dos singles, o álbum não entrou em nenhuma parada musical.

## Faixas
| N.º | Título                             | Duração |  |
| 1.  | "Wishing on a Star"                | 4:42    |  |
| 2.  | "Funk Boutique"                    | 6:39    |  |
| 3.  | "If You Want My Love (Here It Is)" | 4:31    |  |
| 4.  | "That Feeling"                     | 5:12    |  |
| 5.  | "It's You"                         | 4:51    |  |
| 6.  | "Still Miss You"                   | 5:04    |  |
| 7.  | "Thank You"                        | 4:59    |  |
| 8.  | "Gotta Get Up"                     | 5:46    |  |
| 9.  | "Always"                           | 6:00    |  |
| 10. | "Colors"                           | 4:06    |  |

## Posições nas paradas musicais
Singles - Billboard
| Ano  | Single                             | Parada musical                     | Posição |
| ---- | ---------------------------------- | ---------------------------------- | ------- |
| 1991 | "Funk Boutique"                    | Billboard Hot 100                  | 55      |
| 1991 | "Funk Boutique"                    | Hot Dance Music/Club Play          | 8       |
| 1991 | "Funk Boutique"                    | Hot Dance Music/Maxi-Singles Sales | 2       |
| 1992 | "Wishing on a Star"                | Billboard Hot 100                  | 9       |
| 1992 | "Wishing on a Star"                | Hot Dance Music/Club Play          | 7       |
| 1992 | "Wishing on a Star"                | Hot Dance Music/Maxi-Singles Sales | 3       |
| 1992 | "Thank You"                        | Billboard Hot 100                  | 75      |
| 1992 | "Thank You"                        | Rhythmic Top 40                    | 35      |
| 1993 | "If You Want My Love (Here It Is)" | Hot Dance Music/Club Play          | 8       |
| 1993 | "If You Want My Love (Here It Is)" | Hot Dance Music/Maxi-Singles Sales | 6       |